# Minute Maid Park
Minute Maid Park er et baseballstadion i Houston i Texas, USA, der er hjemmebane for MLB-klubben Houston Astros. Stadionet har plads til 40.950 tilskuere, og blev indviet 7. april 2000. Stadionet er, ligesom f.eks Parken i København, udstyret med et mobilt tag, der kan trækkes over banen i tilfælde af regn.